# 香川県道128号三本松停車場線
香川県道128号三本松停車場線（かがわけんどう128ごう さんぼんまつていしゃじょうせん）は、香川県東かがわ市を通る一般県道である。

## 概要
JR四国高徳線 三本松駅前から東かがわ市三本松に至る。

### 路線データ
- 起点：東かがわ市三本松（JR四国高徳線 三本松駅前）
- 終点：東かがわ市三本松（三本松駅前交差点、国道11号交点、香川県道41号大内白鳥インター線起点）
- 総延長：0.139 km

## 歴史
- 1929年（昭和4年）5月26日 - 県道三本松停車場線として認定。

## 地理

### 通過する自治体
- 東かがわ市

### 交差する道路
| 交差する道路                            | 交差する場所 | 交差する場所              |
| --------------------------------------- | ------------ | ------------------------- |
| 国道11号 香川県道41号大内白鳥インター線 | 三本松       | JR三本松駅前交差点 / 終点 |

### 交差する鉄道
- 高徳線

### 沿線
- JR四国高徳線 三本松駅
- 香川県立三本松高等学校